# Castello Estense
Castello Estense lub Castello di San Michele – zamek w centrum Ferrary, wybudowany w stylu renesansowym na otoczonej fosą wyspie. Pierwotnie należał do rodu d’Este, od 1597 siedziba legata papieskiego. Charakteryzuje się mocno rozczłonkowaną bryłą z czterema wieżami narożnymi.

## Historia
Pierwotną siedzibą rodu d’Este w Ferrarze był dzisiejszy Palazzo Municipale. W maju 1385 za panowania Mikołaja II Kulawego seniora Ferrary doszło do rozruchów w mieście, których przyczyną był sprzeciw wobec obciążeń fiskalnych ludności i wystawnego życia dworu. Po stłumieniu buntu Mikołaj II stwierdził, że dotychczasowa siedziba w centrum miasta nie stanowi dostatecznej ochrony dworu. W związku z tym podjął on kroki zmierzające do wybudowania nowej siedziby, która mogłaby pełnić funkcje obronne, usytuowanej tak by z łatwością można było zbiec poza miasto.
Projekt powierzono architektowi Bartolino da Novara. Przy budowie wykorzystano Porta dei Leoni (dzisiejsza Torre dei Leoni-Wieża Lwów), która stanowiła część obwarowań miejskich. Kamień węgielny pod zamek położył Albert d’Este w dzień św. Michała (29 września 1385 r.). Zamek był gotowy po szesnastu miesiącach. Do istniejącej wieży dobudowano ściany osłonowe z trzema kolejnymi dobudowanymi wieżami.
Wraz z rozwojem miasta mury miejskie przesunięto, w związku z tym funkcja obronna straciła na znaczeniu, a w zamku zaczęto budować pomieszczenia mieszkalne. Znaczna przebudowa nastąpiła po pożarze w 1544 r. za panowania Herkulesa II. Renowacja zrealizowana została przez Girolamo da Carpi. Nadana wówczas bryła przetrwała do dzisiejszych czasów.
Zamek służył d’Estom do końca ich panowania w Ferrarze. Wraz z bezpotomną śmiercią Alfonsa II w 1597 r. oraz przejściem Ferrary pod władzę papiestwa zamek od 1598 r. stał się siedzibą legatów papieskich.
Na początku XXI w. zamek poddano gruntownej rewitalizacji.